# 陈东辉
陈东辉（1962年5月—），广西合浦人，汉族，中国致公党党员。中华人民共和国政治人物、第十三届全国人民代表大会广西壮族自治区代表。

## 生平
2018年，陈东辉被选为广西壮族自治区出席第十三届全国人民代表大会代表。